# Heliconius flavomixta
Heliconius flavomixta är en fjärilsart som beskrevs av Heinrich Neustetter 1925. Heliconius flavomixta ingår i släktet Heliconius och familjen praktfjärilar. Inga underarter finns listade i Catalogue of Life.